# Ликаволи, Джеймс
Джеймс Т. Ликаволи (англ. James T. Licavoli, урождённый Винчентио Ликаволи (итал. Vincentio Licavoli); 24 ноября 1904, Сент-Луис, Миссури, США — 24 ноября 1985, Оксфорд, округ Маркетт, Висконсин, США), также известный как «Джек Уайт» (Jack White) и «Блэки» (Blackie) — италоамериканский гангстер, один из многих членов семьи Ликаволи, причастных к организованной преступности, был боссом семьи Кливленда (1976—1985). Один из первых деятелей организованной преступности, осуждённых в соответствии с Законом RICO. В юности Ликаволи был известен как «Блэки». В мафии его называли «Джек Уайт», иронично намекая на смуглый цвет лица.

## Ранние годы
Винчентио Ликаволи родился в Сент-Луисе (штат Миссури) в 1904 году и был третьим из четырёх детей Доминика и Джироламы Ликаволи. Они иммигрировали в Соединённые Штаты из Сицилии и в конце концов поселились в Сент-Луисе. В юности Джеймс Ликаволи вместе со своими двоюродными братьями Питером и Томасом, также известными как «Йонни», были членами банды Руссо.
6 октября 1926 года Ликаволи был ранен в ногу и арестован после погони и перестрелки с полицией Сент-Луиса. Хотя он и стрелял в полицию, Ликаволи было предъявлено обвинение просто в скрытом ношении оружия, и даже это обвинение было снято. 9 августа 1927 года на окраине Чикаго Ликаволи пережил «поездку в один конец», унесшую жизни его друзей, Энтони «Коротышки» Руссо и Винсента Спикуцца. После этого Ликаволи отправился со своими двоюродными братьями в Детройт, где, как часть детройтской мафии, они приняли участие в борьбе за контроль над преступным миром с «Пурпурной бандой», ранее доминировавшей в городе. Там он был осуждён за бутлегерство и отбывал срок в федеральной тюрьме в Левенуэрте (Канзас). В 1931 году, после освобождения он присоединился к своим двоюродным братьям, Питеру, Томасу и Лео «Липсу» Мочери, в Толидо (Огайо), куда они переехали, чтобы избежать преследования из-за убийства детройтского радиоведущего Джерри Бакли, выступавшего против мафии.
Ликаволи недолго оставался в Толидо. Пятеро членов банды, включая Йонни, были арестованы за убийство местного бутлегера. После этого, примерно в 1933 или 1934 году Питер Ликаволи вернулся в Детройт, где принял участие в борьбе за наследство разваливающейся «Пурпурной банды». Неужившись с боссом детройтской мафии Уильямом «Чёрным Биллом» Токко, Джеймс Ликаволи был вынужден бежать из Детройта и спрятался в Питтсбурге у местного гангстера Джона Себастьяна ЛаРокка, позднее ставшего боссом питтсбургской мафии.

## Семья Кливленда
В 1938 году Джеймс Ликаволи перебрался в Кливленд, получив от главы местной мафии «Большого Эла» Полицци разрешение начать здесь преступную деятельность. Здесь он подружился с Джимми «Ласка» Фратианно и Тони «Доуп» Дельсантером. Среди их подвигов в то время были в частности ограбления игорных залов на северо-востоке Огайо. В 1940 году Ликаволи влился в семью Кливленда и быстро установил контроль над незаконными азартными играми и индустрией торговых автоматов в городах Янгстаун и Уоррен. В этот период Ликаволи был подозреваемым в убийстве Джима «Масене» Манчини и «царя» игровых автоматов Нейта Вайзенберга.
В 1951 году Ликаволи предстал перед комитетом Сената США по организованной преступности, известным как Комитет Кефовера, но отказался отвечать на вопросы.
К 1970 году Джеймс Ликаволи стал известен как «король» Мюррей-Хилла, кливлендской Маленькой Италии. Он так и не женился, оставшись холостяком. Ликаволи жил с 70-летним соседом по комнате, который также был холостяком и работал плотником. Поскольку его доход никогда не декларировался, он даже мог получать ежемесячный чек социального обеспечения.
Несмотря на своё огромное богатство, у Ликаволи была своеобразная репутация. Однажды в кливлендском торговом центре его задержала охрана за подмену ценников на штанах. Менеджер универмага, узнав кто перед ним, отказался возбуждать уголовное дело. В другой раз Ликаволи поймали на использовании поддельной монеты в торговом автомате. Он также использовал украденные кредитные карты в отпуске.
В 1976 году босс семьи Кливленда Джон Скалиш, возглавлявший её более 30 лет, умер во время операции на сердце. Ликаволи был логическим преемником Скалиша и стал новым боссом кливлендской мафии.

## Война с Дэнни Грином
Возглавив семью, Ликаволи сделал заместителем своего двоюродного брата Калоджеро «Лео Липса» Мочери, но уже в том же в 1976 году он был похищен и предположительно убит. После этого новым младшим боссом (заместителем) стал Анджело «Большой Эндж» Лонардо, сын Джозефа Лонардо, основателя и первого босса кливлендской семьи. Уже в начале своего правления Ликаволи столкнулся с серьёзным противником, с ирландским гангстером Дэнни Грином. Грин, начинавший как профсоюзный деятель, решил что смена лидера кливлендской мафии дала ему возможность попытаться взять под контроль преступный мир Кливленда. Ситуацию усугубило предательство Джона Нарди, соучастника мафии и тоже профсоюзного деятеля, который встал на сторону Грина, укрепив его позиции и дав ему преимущество перед семьей Кливленда. Конфликт быстро перерос в ожесточённую войну между кливлендской мафией и группировкой Грина «Кельтский клуб». За время войны было взорвано почти 40 автомобилей, так что Кливленд получил неофициальное название «Город-бомба США» (Bomb City U.S.A.).
Эти убийства привлекли внимание других преступных организаций, особенно семьи Дженовезе из Нью-Йорка. Несмотря на то, что война нанесла серьёзный ущерб силе и репутации семьи Кливленда, Ликаволи отклонил предложения лидера Дженовезе Фрэнка «Фунци» Тиери о помощи; он опасался, что семья Дженовезе попытается закрепиться на территории кливлендской мафии, если он согласится. Ликаволи также пришлось отражать вмешательство Чикагской организации, лидеры которого, Тони Аккардо и Джоуи Аюппа, в конце концов заявили о своём нейтралитете в войне банд Кливленда и приказали своим подчиненным не помогать Ликаволи.
Хотя на первом этапе войны на жизнь Ликаволи не было совершено ни одного покушения, многие его соратники были убиты. Среди них был один консильери Лео Мочери, чья машина со следами крови внутри была найдена на стоянке отеля в Акроне (Огайо). Неоднократные попытки людей Ликаволи убить Грина и Нарди долго не давали результата. Однако в 1977 году ситуация начала меняться в его пользу. 17 мая Нарди погиб в результате взрыва заминированного автомобиля на стоянке Teamster Hall в Кливленде. После нескольких неудачных попыток убить Грина, Ликаволи и Лонардо наняли Рэя Ферритто. 6 октября того же 1977 года, пока Грин посещал дантиста, Ферритто заложил бомбу под машину, стоявшую по соседству с автомобилем Дэнни. Как только Грин сел в свою машину бомба была взорвана дистанционно. Дэнни пролежал под обломками своего автомобиля не менее часа, прежде чем его труп был извлечён. После убийства Грина Ферритто услышал, что семья Кливленда хочет его смерти и стал информатором ФБР. Информация, которую он предоставил, привела к арестам многих высокопоставленных членов мафии, включая самого Ликаволи. В 1978 году Ликаволи и Лонардо оказались под судом за убийство Дэнни Грина. Оба были оправданы, в то время как двое других кливлендских мафиози были осуждены.
Со смертью Нарди и Грина Ликаволи взял на себя полный контроль над преступным миром Кливленда. При нём кливлендская мафия даже смогла успешно проникнуть в местное отделение ФБР, подкупив женщину-клерка, чтобы она сообщала им о расследованиях организованной преступности и раскрыла личности осведомителей. В более позднем разговоре с лос-анджелеским гангстером и давним другом Джимми Фратианно и Ликаволи сказал: «Джимми, иногда, знаешь, я думаю, что эта наша грёбаная организация похожа на старую коммунистическую партию в этой стране. Доходит до того, что в ней больше грёбаных шпионов, чем членов». Как позже выяснилось, Фратианно был информатором ФБР.

## Падение

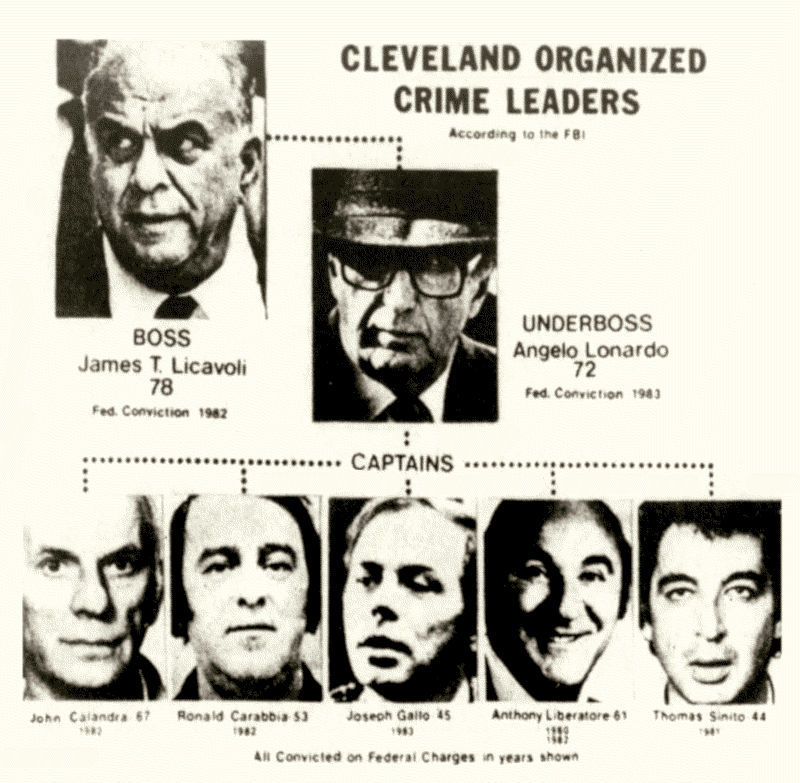
Лидеры организованной преступности Кливленда в 1983 году по данным ФБР.

В 1980 году Фратианно, обеспокоенный возможным разоблачением, заключил сделку с ФБР, признавшись в убийстве пяти человек, а также дав показания против многочисленных знакомых из мафии, чтобы его можно было включить в программу защиты свидетелей. С помощью Фратианно ФБР смогла обнаружить утечку в своём офисе в Кливленде. Теперь прокуратура нацелилась на Ликаволи для судебного преследования в соответствии с недавно принятым Законом RICO. Когда Ликаволи был арестован у себя дома, полиция конфисковала его трость с длинным спрятанным лезвием и 3000 долларов, найденные в ящике с нижним бельём. 8 июля 1982 года Ликаволи предстал перед судом и был осуждён вместе с Джоном Каландрой, которого называют лейтенантом Ликаволи; Энтони Либераторе, Паскуале Чистернино, Рональд Караббиа и Кеннет Чиарсия по федеральным обвинениям RICO. Ликаволи был приговорён к 17 годам тюремного заключения.
23 ноября 1985 года Джеймс Ликаволи умер от внезапного сердечного приступа в больнице округа Адамс, куда его доставили из федеральной тюрьмы в Оксфорде (штат Висконсин). Он был похоронен на кладбище Голгофы в Сент-Луисе.

## В кино
В криминальной драме Джонатана Хенсли «Ирландец» (2010), рассказывающей о гангстерской войне в Кливленде, Ликаволи сыграл Тони Ло Бьянко.